# 월드 바리스타 챔피언십

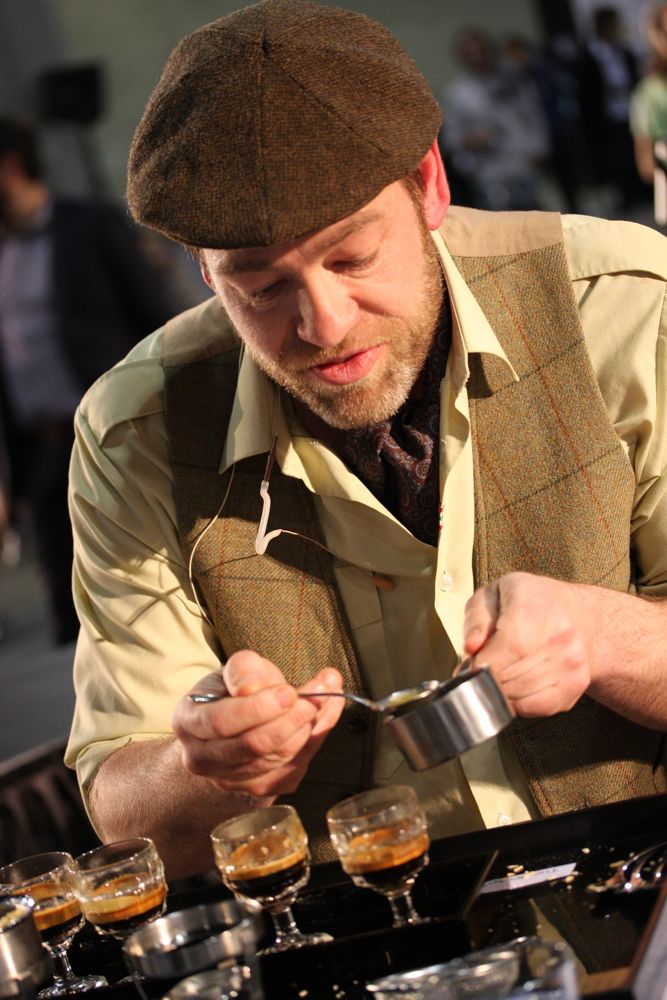
2009년 월드 바리스타 챔피언십에서 바리스타 길리엄 데이비스

월드 바리스타 챔피언십(영어: World Barista Championship, WBC)은 현재 세계 최고의 바리스타 대회로, 각국의 바리 스타 챔피언십 우승자들이 세계 타이틀을 두고 경쟁한다. 각자가 준비한 커피를 소개해야 하며, 에스프레소, 밀크베버리지 그리고 창작음료까지 각 3잔의 음료가 4명의 심사위원에게 제공된다. 각 국의 대표가 예선을 치른 점수로 상위 12명의 세미파이널리스트가 선정되며, 그 중 6명의 선수가 대회 마지막날 파이널리스트로 시연하게 된다. 2000년 몬테카를로에서 처음 열렸으며, 2007년에는 아시아에서는 처음으로 일본 도쿄에서 개최되었다. 이는 아시아에서 확대 경향에 있던 커피 소비의 동향을 상징한 것이었다. 바리스타 대회의 형식은 노르웨이에서 창출된 것이며 초기 WBC에서는 스칸디나비아 국가의 바리스타들이 우세했다. 이 대회는 미국 스페셜티 커피 협회 (SCAA)와 유럽 스페셜티 커피 협회 (SCAE)가 공동으로 권리를 소유하고 조직하고 있다.

## 역대 개최지와 우승자
| 연도 | 개최지                | 우승자                            |
| ---- | --------------------- | --------------------------------- |
| 2000 | 모나코 몬테카를로     | Robert Thoresen ( 노르웨이)       |
| 2001 | 미국 마이애미         | Martin Hildebrandt ( 덴마크)      |
| 2002 | 노르웨이 오슬로       | Fritz Storm ( 덴마크)             |
| 2003 | 미국 보스턴           | Paul Bassett ( 오스트레일리아)    |
| 2004 | 이탈리아 트리에스테   | Tim Wendelboe ( 노르웨이)         |
| 2005 | 미국 시애틀           | Trouls Overdahl Poulsen ( 덴마크) |
| 2006 | 스위스 베른           | Klaus Thomsen ( 덴마크)           |
| 2007 | 일본 도쿄도           | James Hoffmann（ 영국)            |
| 2008 | 덴마크 코펜하겐       | Stephen Morrissey ( 아일랜드)     |
| 2009 | 미국 애틀랜타         | Gwilym Davies ( 영국)             |
| 2010 | 잉글랜드 런던         | Michael Phillips ( 미국)          |
| 2011 | 콜롬비아 보고타       | Alejandro Mendez ( 엘살바도르)    |
| 2012 | 오스트리아 빈         | Raúl Rodas ( 과테말라)            |
| 2013 | 오스트레일리아 멜버른 | Pete Licata ( 미국)               |
| 2014 | 이탈리아 리미니       | 이자키 히데노리 ( 일본)           |
| 2015 | 미국 시애틀           | Sasa Sestic ( 오스트레일리아)     |
| 2016 | 아일랜드 더블린       | Berg Wu ( 중화민국)               |
| 2017 | 대한민국 서울         | Dale Harris ( 잉글랜드)           |
| 2018 | 네덜란드 암스테르담   | Agnieszka Rojewska ( 폴란드)      |
| 2019 | 미국 보스턴           | 전주연 ( 대한민국)                |